# Uncilin
Uncilin (auch Uncelin, lat. Uncelenus; * im 6. Jahrhundert; † 613) war von 587 bis 607 alamannischer Herzog.
587 setzte der austrasische König Childebert II. den Alamannenherzog Leutfred I. ab und bestimmte Uncilin zu seinem Nachfolger.
Nach dem Tode Childeberts II. 595 gingen der Thurgau, Kembsgau und das Elsass an Burgund und Uncilin geriet damit unter die frankoburgundische Oberhoheit von König Theuderich II.
605 kämpfte Theuderich II. gegen seinen Bruder Theudebert II., sein Heer widersetzte sich allerdings der Anordnung zum Kampf. Theuderich II. beauftragte den burgundischen Hausmeier Protadius, das Heer zum Kampf zu bewegen, doch auch seinem Befehl widersetzte sich das Heer und setzte Protadius fest. Noch im selben Jahr erhielt Uncilin von Theuderich II. den gleichen Auftrag. Uncilin jedoch deutete den Befehl um und ließ Protadius, der sich mehrere Feinde gemacht hatte, durch das Heer ermorden.
Aus Rache für die Ermordung des Protadius ließ Königin Brunichilde 607 Uncilin einen Fuß abschlagen; er wurde dadurch als Herzog amtsunfähig. Nach der Lex Alamannorum, dem alamannischen Rechtsbuch, war ein Herzog nur dann amtsfähig, wenn er selbst ein Pferd besteigen konnte.